# Pandemia de COVID-19 en Gibraltar
Se confirmó que la pandemia de enfermedad por coronavirus en Gibraltar se extendió al territorio británico de ultramar el 4 de marzo de 2020. A partir del 9 de abril de 2020, hay 123 casos confirmados, 60 recuperaciones y ninguna muerte.

## Cronología

### Marzo
El 4 de marzo, se confirmó el primer caso. El infectado era una persona que había viajado desde el norte de Italia a través del Aeropuerto de Málaga-Costa del Sol (España). El paciente estaba en autoaislamiento. El 7 de marzo, el paciente resultó negativo y se le permitió finalizar el autoaislamiento. En este punto, en Gibraltar otras 63 personas se encontraban en autoaislamiento. Uno de los casos positivos fue un miembro del personal de los Servicios residenciales para ancianos en Mount Alvernia.
A finales de marzo, se completó el hospital de campaña Florence Nightingale con 192 camas en el Complejo Deportivo Europa Point.

### Abril
Para el 20 de abril se registraron 132 casos, pero 120 se recuperaron y no hubo muertes.